# Xã hội tiền công nghiệp

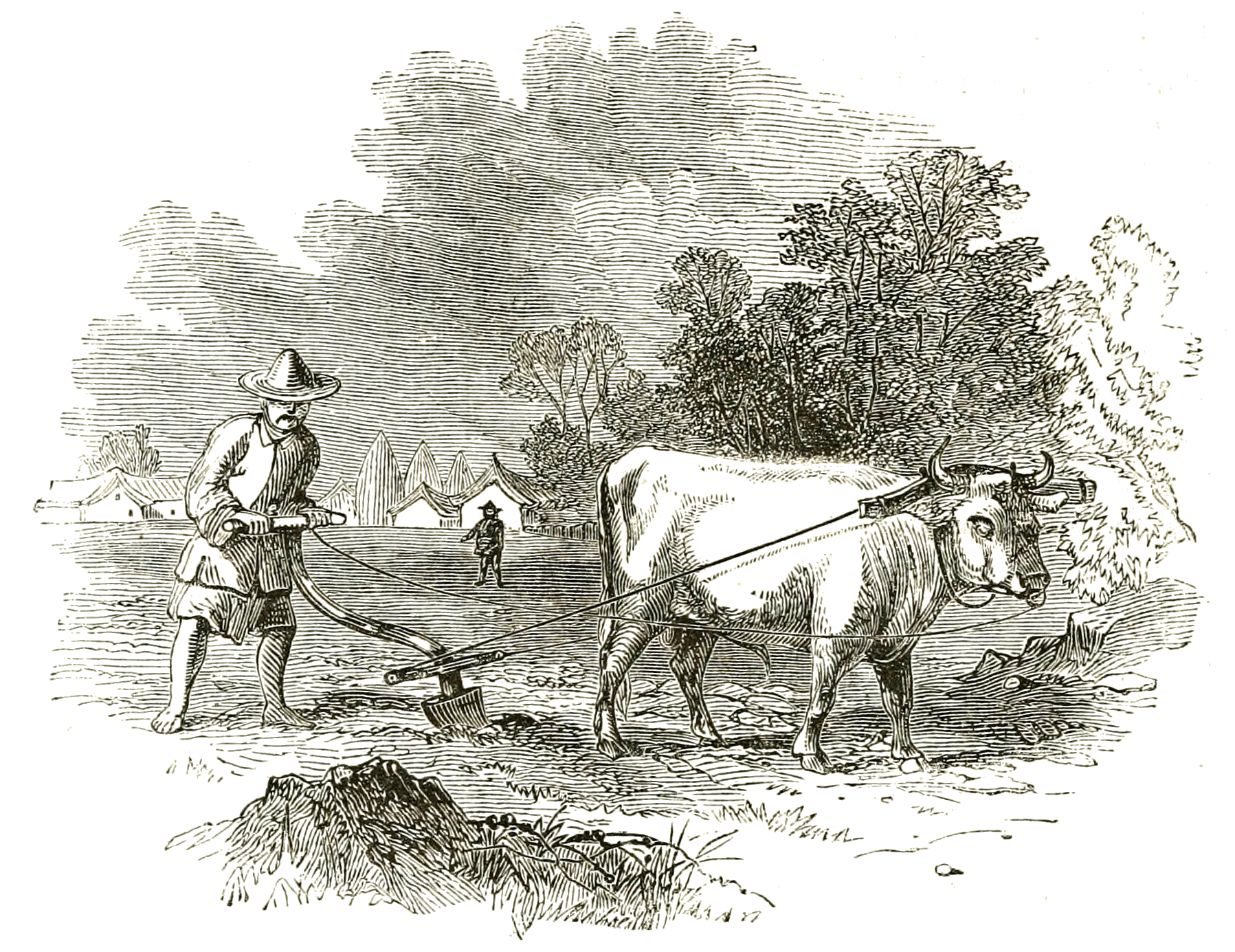
"Nhà nông nghiệp Tartar": Một nông dân Mông Cổ sử dụng một con bò để cày

Xã hội tiền công nghiệp đề cập đến các thuộc tính xã hội và các hình thức tổ chức chính trị và văn hóa đã thịnh hành trước khi cuộc Cách mạng Công nghiệp diễn ra từ năm 1750 đến 1850. Tiền công nghiệp là một thời gian trước khi có máy móc và công cụ để giúp thực hiện các nhiệm vụ. Nền văn minh tiền công nghiệp có từ nhiều thế kỷ trước, nhưng thời đại chính được gọi là xã hội tiền công nghiệp xảy ra ngay trước xã hội công nghiệp. Các xã hội tiền công nghiệp khác nhau tùy theo khu vực tùy thuộc vào văn hóa của một khu vực nhất định hoặc lịch sử của đời sống chính trị xã hội. Tiểu lục địa Ấn Độ được biết đến với sự truyền bá đạo Hồi của Đế quốc Hồi giáo và Mughal Delhi, sau này gây ra sự xuất hiện của tiền công nghiệp hóa, trong khi châu Âu trải qua hệ thống phong kiến và Phục hưng Ý.

## Đặc điểm
- Sản xuất hạn chế
- Kinh tế thuần nông nghiệp
- Phân công lao động hạn chế. Trong các xã hội tiền công nghiệp, sản xuất tương đối đơn giản và số lượng hàng thủ công chuyên ngành còn hạn chế.
- Sự biến đổi giới hạn của các tầng lớp xã hội
- Chủ nghĩa địa phương - Truyền thông bị hạn chế giữa các cộng đồng trong các xã hội tiền công nghiệp. Rất ít người có cơ hội đi ra ngoài ngôi làng của chính họ. Các xã hội công nghiệp phát triển với sự trợ giúp của các phương tiện truyền thông nhanh hơn, có nhiều thông tin hơn về thế giới, cho phép chuyển giao kiến thức và phổ biến văn hóa giữa chúng.
- Dân số tăng trưởng đáng kể [1]
- Các tầng lớp xã hội: nông dân và lãnh chúa [2]
- Mức độ sống kiểu tự cung tự cấp
- Dân số phụ thuộc vào nông dân để làm thức ăn
- Mọi người ở trong làng chứ không phải ở thành phố.
- Công cụ may dệt: dụng cụ đan len